# Slot Dachau
Het Slot Dachau op de Schlossberg van Dachau was de zomerresidentie van het huis Wittelsbach. Tijdens het bewind van hertog Wilhelm IV en Albrecht V werd de toenmalige burcht verbouwd tot een paleis met vier vleugels.
De zuidwestelijke vleugel werd door Hans Wisreutter uit München tussen 1564 en 1566 van een stijlvol houten plafond voorzien, dat tot vandaag de dag bewaard is gebleven. Het kasteel werd in de 18de eeuw door bouwmeester Joseph Effner verbouwd. Het trappenhuis en de westgevel van 1715 zijn gebouwd in de régence-stijl. Het huidige kasteel is slechts een deel van het oorspronkelijke complex. Koning Maximiliaan Jozef I liet drie van de vier vleugels, die door de inkwartiering van Napoleons troepen ernstige schade geleden hadden, afbreken. Alleen de barokke feestzaalvleugel bleef behouden.
De feestzaal op de bovenverdieping wordt vandaag de dag gebruikt als concertzaal. De hal heeft een sierlijk houten plafond, en wordt beschouwd als een van de mooiste zalen uit de Renaissance ten noorden van de Alpen. Achter het kasteel ligt de terrasvormige slottuin (in Barokstijl) met tuinhuisje en Engelse landschapstuin en ook een lindelaan.